# Atenagora I.
Atenagora I. (grč.: Αθηναγόρας Α, pravim imenom Αριστοκλής Ματθαίος Σπύρου) (Epir, 25. ožujka 1886. – Istanbul, 7. srpnja 1972.), 268. ekumenski carigradski patrijarh od 1948. do 1972.

## Životopis
Atenagora I., pravim imenom Aristocles Matthew Spyrou, rodio se u Epiru 1886. Godine 1906. odlazi od kuće u Carigrad studirati teologiju, a 1910. postaje svećenikom Pravoslavne Crkve. Godine 1919. patrijarh Meletius IV. imenuje ga Arhiepiskopom te postaje Mitropolitom u Sjevernoj Americi 1922. godine. Nakon smrti patrijarha Maksimusa IV. postaje carigradskim patrijarhom. Za vrijeme svog mandata uspio je stvoriti dijalog između Pravoslavne i Katoličke Crkve. Umro je u Carigradu 1972. te ga je naslijedio Demetrije I.

## Stvaranje Ekumenskog pokreta
Prvi put nakon Istočnog raskola, papa Pavao VI. i patrijarh Antenagora su se 1964. sastali u Jeruzalemu te osnovali dijalog između Katoličke i Pravoslavne Crkve, tzv. Ekumenizam, a nakon nekog vremena u Rimu papa Pavao VI. i patrijarh Atenagora su u Bazilici sv. Petra ukinuli sva izopćavanja iz Crkve.
| Prethodnik: | Carigradska patrijaršija 1948. - 1972. | Nasljednik:  |
| Maksimus V. | Carigradska patrijaršija 1948. - 1972. | Demetrije I. |